# Fra Mauro (kaartenmaker)

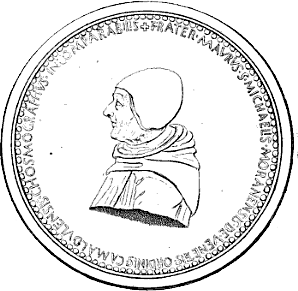
Venetiaanse medaille ter ere van fra Mauro, geslagen kort na diens dood.

Fra Mauro (gestorven 1460) was een Venetiaanse lekenbroeder en een belangrijk kaartenmaker in de vijftiende eeuw. Hij is vooral bekend door de naar hem genoemde Fra Mauro-wereldkaart (1459). Deze mappa mundi vormt een hoogtepunt in de middeleeuwse cartografie en geeft een compleet beeld van de bekende wereld aan de vooravond van het tijdperk van de grote ontdekkingen. 
Fra Mauro leefde in het klooster van San Michele op het eiland Isola di San Michele in de lagune van Venetië. Het klooster behoorde toe aan de orde van de camaldulenzers, een kluizenaarstak van de benedictijnen. Het was een belangrijk centrum van studie. In de achttiende eeuw bevatte de bibliotheek van het klooster 2352 middeleeuwse manuscripten en 1203 incunabelen. De kloosterlingen leverden met hun kopieerwerk een belangrijke bijdrage aan de herontdekking van antieke teksten in de renaissance. Venetië speelde door de vele contacten met het Byzantijnse Rijk een sleutelrol in dit proces. Zo had men dankzij de Byzantijnse diplomaat en geleerde Manuel Chrysoloras (c. 1355-1415) kennis kunnen maken met de Geographia, het standaardwerk van de Griekse astronoom en geograaf Ptolemaeus. Venetië speelde, als toonaangevende zeevarende natie, ook een hoofdrol in de ontwikkeling van de portolanen, de middeleeuwse zeekaarten met zeilaanwijzingen voor de Middellandse Zee. 

## DeFra Mauro-wereldkaart
Onder inspiratie van Hendrik de Zeevaarder was Portugal in de vijftiende eeuw begonnen met het verkennen van de westkust van Afrika. Halverwege de eeuw waren de Portugese zeevaarders gevorderd tot de kust van Guinee, waar de kust in oostwaartse richting boog. Men koesterde de hoop dat Indië via deze route om Afrika binnen bereik lag. Het Portugese hof verzocht daarom fra Mauro, de meest gerenommeerde kaartenmaker van zijn tijd, om op basis van de best beschikbare kennis een mappa mundi samen te stellen. Fra Mauro werkte samen met Andrea Bianco jarenlang aan deze opdracht. Behalve op de antieke autoriteiten en oudere kaarten baseerde fra Mauro deze kaart ook op reisverslagen van recente Azië-reizigers als Marco Polo, Odoric van Pordenone en zijn stad- en tijdgenoot Niccolò da Conti. Naar eigen zeggen speelden persoonlijke gesprekken met reizigers eveneens een belangrijke rol bij de totstandkoming van de kaart. 
De weergave van de oostkust van Afrika op de wereldkaart laat zien dat fra Mauro ook bekend was met het werk van Muhammad al-Idrisi (1100-1166), de Arabische geograaf aan het hof van de Siciliaanse koning Rogier II. Sommige historici zien hier ook mogelijke Chinese invloeden vanwege de parallellen met de Kangnido-wereldkaart van 1402. Deze informatie zou dan verstrekt moeten zijn door Niccolò da Conti.

## Overige werkzaamheden
Van fra Mauro zijn nog twee andere kaarten bewaard gebleven, een portolaan in de Vaticaanse Bibliotheek (Codice Borgiano V) en een zestiende-eeuwse kopie van een kaart van zijn hand. In Venetië gold hij als een gerespecteerd vakman. Zo adviseerde hij de doge in 1444 over de omleiding van de Brenta, die de lagune dreigde te verzanden. Na zijn dood sloeg het stadsbestuur ter zijner nagedachtenis een gedenkpenning (zie afbeelding) met de Latijnse tekst Frater Maurus S. Michaelis Moranensis de Venetiis ordinis Camaldulensis chosmographus incomparabilis .
- Bibliothèque nationale de France: cb154040146 (data)
- Stuttgart Database of Scientific Illustrators 1450–1950: 5769
- Gemeinsame Normdatei: 100857353
- International Standard Name Identifier: 0000 0003 6264 6125
- Library of Congress Control Number: n87863364
- Nationale Bibliotheek van Israël: 987007265287005171
- Nederlandse Thesaurus van Auteursnamen: 073132721
- Istituto Centrale per il Catalogo Unico: PUVV242472
- LIBRIS: 399433
- SNAC: w6rn75zg
- Système universitaire de documentation: 113889364
- Union List of Artist Names: 500336389
- Virtual International Authority File: 226746684
- WorldCat: E39PBJwHfBKPf8FPK3vYwchyh3